# Johannes Rech
Johannes Rech (* 24. April 1936 in Taura; † 2. Oktober 1987) war ein deutscher Politiker (SED), Jugend- und Sportfunktionär. 

## Leben
Rech, Sohn eines Arbeiters, erlernte den Beruf des Maurers. 1950 trat er der Freien Deutschen Jugend (FDJ), 1955 der Sozialistischen Einheitspartei Deutschlands (SED) bei. Von 1955 bis 1958 diente er bei der  Kasernierten Volkspolizei bzw. der  Nationalen Volksarmee. Von 1958 bis 1960 wirkte er als Sachbearbeiter, von 1960 bis 1961 als stellvertretender Vorsitzender der Kreisplankommission Bautzen. Von 1961 bis 1963 war er schließlich Erster Sekretär der FDJ-Kreisleitung Bautzen. 
Nach einem Studium an der Hochschule des Komsomol in Moskau fungierte er von 1964 bis 1966 als Erster Sekretär der FDJ-Bezirksleitung Dresden. Anschließend war er bis Oktober 1973 Sekretär des Zentralrates der FDJ, zuständig für Kultur und Sport. Von 1967 bis 1971 gehörte er als Abgeordneter der Volkskammer der DDR an. Er war dort Vorsitzender der FDJ-Fraktion und Mitglied des Ausschusses für Nationale Verteidigung. 
Ab 1967 war Rech auch Mitglied des Präsidiums des Bundesvorstandes des Deutschen Turn- und Sportbundes (DTSB) und fungierte von 1973 bis 1985 als Vizepräsident des DTSB, zuständig für Agitation und Propaganda. Rech hatte zuletzt die Funktion eines Botschaftsrates an der DDR-Botschaft in der Republik Irak inne. Er starb unerwartet im Alter von 51 Jahren.
Rech wurde 1976 mit dem Vaterländischen Verdienstorden in Bronze und 1986 mit dem Orden Banner der Arbeit Stufe II ausgezeichnet.

## Schriften (Auswahl)
- Jugend und Literatur im Sozialismus. In: Beiträge zur Kinder- und Jugendliteratur (1969), Nr. 12, S. 5–13.
- Jugend und Literatur. In:  Neue Deutsche Literatur  9 (1969), S. 115–116.
- Sozialistische Heimat glanzvoll vertreten. In: Gesellschaft zur Förderung des Olympischen Gedankens in der Deutschen Demokratischen Republik (Hrsg.): XII. Olympische Winterspiele Innsbruck 1976. Sportverlag, Berlin 1976, S. 6–32